# ضياء عبد الخالق
ضياء عبد الخالق (13 يونيو 1965 -)، ممثل مصري.

## حياته
حاصل على ليسانس إنجليزي وبكالوريوس الفنون المسرحية وشارك في عدد كبير من الأفلام، وقد لفت الأنظار إليه في فيلم «أمير الظلام» في شخصية الشرير الذي تتسم ملامحه بالحدة، وصلعة رأسه اللامعة عدا عن تكوينه الجسماني الذي يليق بأولئك القادرين على تولى أمورهم بأيديهم. أدى بصوته أيضا شخصية مستر سلطع في مسلسل سبونج بوب

## من أعماله
- حسن ومرقص
- السفارة في العمارة (فيلم)
- بخيت وعديلة :هالو أمريكا
- كباريه
- تيتو
- الألماني
- بلطية العايمة
- وش اجرام
- الارهابي
- رسالة إلى الوالي
- أمير الظلام
- الأدهم
- السفاح
- عصابة بابا وماما
- أيام صعبة
- خارج علي القانون
- سمارة (مسلسل)
- سلسال الدم 1, 2 ,3 ,4(مسلسل)
- 9 جامعة الدول.
- البيت.
- يونس ولد فضة
- ضبط وإحضار
- تحت الأرض.
- كلبش2
- سبونج بوب - مستر سلطع (مسلسل) [1]
- لعنة كارما
- مسلسل الاختيار
- مسلسل الفتوة
- 2020 - موسى
- شركة المرعبين المحدودة - شكري أبو طاوي

## روابط خارجية
- ضياء عبد الخالق على موقع الدهليز
- ضياء عبد الخالق على موقع قاعدة بيانات الأفلام العربية